# Наджда ибн Амир аль-Ханафи
На́джда ибн А́мир аль-Ханафи́ (араб. نجدة بن عامر الحنفي‎) — основатель и эпоним хариджитской секты надждитов.

## Имя
Насчёт полного имени Наджды ибн Амира существуют различные сведения: аль-Балазури называет его Наджда ибн Амир ибн Абдуллах ибн Сайяр ибн аль-Мутрах ибн Раби’а ибн аль-Харис ибн Абд аль-Харис ибн ’Ади ибн Хузайфа, а согласно Ибн аль-Асиру его звали Наджда ибн Амир ибн Абдуллах ибн Сад ибн аль-Муфаррадж аль-Ханафи.

## Биография

### В ряду азракитов
Наджда ибн Амир поднял восстание в Ямаме в год смерти Хусейна ибн Али в 680 году. Вначале Наджда был последователем Нафи ибн аль-Азрака и вместе с ним был в Мекке, где Нафи хотел присоединиться к борьбе на стороне Абдуллаха ибн аз-Зубайра. Но, после того, как Ибн аз-Зубайр и Нафи ибн аль-Азрак не сошлись во взглядах на правление халифа Усмана ибн Аффана, группа хариджитов под началом Нафи вернулась в Басру, ещё более усугубив ситуацию в городе. Они были заключены в тюрьму, но затем наместник Басры Убайдуллах ибн Зияд, по настоянию басрийцев, выпустил на свободу около 150 хариджитов. Нафи собрал вокруг себя больше 300 последователей и в 684 году отправился в Ахваз.

### Раскол между Надждой и Нафи ибн аль-Азраком
Спустя месяц после отбытия, Нафи и Наджда ибн Амир разошлись во взглядах об отношении к мусульманам, которые не поддерживают их идеи, и Наджда отправился в Йамаму, где уже располагалась группа хариджитов во главе с Абу Талутом. В 684 году люди Абу Талута захватили поместья халифа Муавии в Хидриме и разделили меж собой сельхозугодья и 4 тысячи рабов, работавших на них. Через год отряд Наджды ибн Амира из 60 человек захватил караван, который вёз деньги, предназначенные Ибн аз-Зубайру, из Басры в Мекку. После раздела золота поровну между воинами Абу Талута, они и сам Абу Талут признали главенство Наджды и присягнули ему, заверив что низложат его если он не будет справедливым правителем.

### Во главе нового течения
Став во главе ямамских хариджитов, Наджда ибн Амир напал на Бану Каб ибн Рабия в Зуль-Маджазе, и после кровопролитного сражения захватил их запасы кукурузы и фиников. Это событие положило начало непрерывной серии побед, которые в условиях бессилия Ибн аз-Зубайра позволили за короткий срок подчинить почти всю Аравию. Вероятно, халиф Абдуль-Малик хотел сделать Наджду своим наместником в Центральной Аравии, и возможно даже обсуждал эту идею с ним, но безрезультатно.
В 686 году приверженцы Наджды ибн Амира сумели захватить Бахрейн и заблокировали Басру с двух сторон. В годы правления в Басре сына Абдуллаха ибн аз-Зубайра Хамзы, Наджде удалось разбить войска племени абд аль-кайс и завладеть Эль-Катифом. Войско Абдуллаха ибн Умайра аль-Лайси, которое Хамза послал против хариджитов, потерпело поражение от более малочисленной армии надждитов и обратилось в бегство.
Атия ибн аль-Асвад, посланный Надждой ибн Амиром в Оман, легко подчинил себе эти земли и всё побережье от Бахрейна до Кувейта теперь было под властью Наджды, который заставил Бану Тамим платить ему закят. Недовольные правление Хамзы басрийцы сумели уговорить Ибн аз-Зубайра вернуть в Басру более компетентного Мусаба ибн аз-Зубайра. Во главе небольшого отряда Наджде удалось заставить жителей Йемена присягнуть ему. Даже обнаружив тот факт, что за ним нет большого войска, йеменцы не стали сопротивляться Наджде.
В 687 году Атия ибн аль-Асвад стал упрекать Наджду в том, что он дружит с халифом Абдуль-Маликом, а затем с группой своих сторонников переселся в Керман, а оттуда в Сиджистан. Там основал свою собственную общину, который называна в его честь (атавийя). В том же году Наджд совершил набег на запад от Ямамы и покорил часть Йемена, со столицей Саной. Один из его помощников, Абу Фудайк покорил Хадрамаут.
В 687 году Наджда совершил паломничество (хадж) в Мекку. Во время этого хаджа в Мекке также присутствовали Ибн аз-Зубайр, Омейяды и Мухаммад ибн аль-Ханафия. со своими сторонниками. Через год Наджда попытался подчинить себе Медину, но услышав, что против него готовится выступить сын халифа Умара, которого хариджиты особенно почитали, повернул в сторону ат-Таифа. Захватив ат-Таиф, Наджда продвинулся до Табалы, организовал в этом районе свою администрацию, назначил заместителей и вернулся в Бахрейн. К этому времени Наджда ибн Амир ощущал себя полноправным властителем Аравийского полуострова, а Ибн аз-Зубайра считал «лишней фигурой».

### Раскол среди надждитов и убийство Наджды
Власть Наджды ибн Амира была подорвана раздорами между его сторонниками, которые, как и все хариджиты, не любили когда кто-то долго находился у власти.
Первый случай раскола между Надждой и его последователями связан с захватом Эль-Катифа. Люди, посланные Надждой ибн Амиром, перебили мужчин, захватили их женщин и до раздела имущества успели совокупиться с ними, а также потратили часть добытого имущества. Они посетовали на то, что не знали о противозаконности данных поступков. Наджда простил им эти преступления и объявил, что невежда не несёт наказания за грехи, о которых он не знал. Часть надждитов согласилась с ним, а часть отвергла это решение.
Второй такой случай связан с письмом Наджды, который выразил в нём свою расположенность омейядскому халифу Абд аль-Малику. Последователи упрекнули его за это и он покаялся за свой поступок. Затем часть последователей решила, что требовать покаяния у имама было неправильно и потребовали, чтобы Наджда раскаялся за своё покаяние.
Оппозиция Наджды была представлена Атией ибн аль-Асвадом, который, как уже отмечалось выше, вынужден был бежать в Керман и Абу Фудайком, который в 691 году убил его и завладел Бахрейном.
В том же году Абу Фудайку удалось отбить атаку посланного против него из Басры омейядских войск под командованием Умайи ибн Абдуллаха. Через год второй экспедиции под командованием Умара ибн Убайда удалось победить Абу Фудайк в аль-Мушаккаре.
Часть сторонников Наджды всё ещё оставалась верной его учению, и некоторое время надждизм продолжал своё существование. На сегодняшний день у этой секты приверженцев нет.